# Baia Rudder
La baia Rudder (in russo Бухта Руддера, buchta Ruddera? è un'insenatura della costa sud-occidentale della penisola dei Ciukci, nel mare di Bering. Si trova in Russia nel Circondario autonomo della Čukotka.
La baia si trova all'interno del golfo dell'Anadyr' ed è stretta tra il continente e una lunga e bassa striscia di terra chiamata Rėtkyn (коса Рэткын), dove si trova una grande colonia di trichechi. Il lato continentale è collinoso con altezze sui 130–140 m, con un rilievo di 340 m all'estremità sud della baia. La località abitata più vicina è Ėnmelen (Энмелен) che si trova 30 km a sud, a capo Bering.
Il nome viene dall'inglese rudder (timone) e le è stato dato da cacciatori di balene americani nella seconda metà del XIX secolo.